# Persil
Petroselinum crispum
Pour l’article ayant un titre homophone, voir Persi.
Pour les articles homonymes, voir Persil (homonymie).
Espèce
Classification APG II (2003)
Le persil (Petroselinum crispum) (prononciation /pɛʁ.si/,,, ou /pɛʁ.sil/,,) est une espèce de plantes à fleurs de la famille des Apiacées (Ombellifères) et du genre Petroselinum. C'est une plante herbacée. Le persil est couramment utilisé en cuisine pour ses feuilles très divisées, et en Europe centrale pour sa racine pivot. C'est également une plante médicinale.
Nom scientifique : Petroselinum crispum (Mill.) Fuss (syn. : Petroselinum sativum).
Noms vernaculaires : persil, persil cultivé, persil odorant, persin ; allemand : Petersilie ; anglais : parsley, persel ; italien : prezzemolo, petrosello.

## Étymologie
Le mot « persil » est issu du grec πετροσελινον / pétrosélinon via le latin petroselinum. Le mot grec est lui-même construit sur πέτρος / pétros (« pierre ») et σέλινον / sélinon (« céleri »). La référence au céleri vient de la similitude des feuilles des deux plantes, celle aux pierres vient de ce que le persil était employé pour soigner les lithiases (« maladies de la pierre »).

## Description

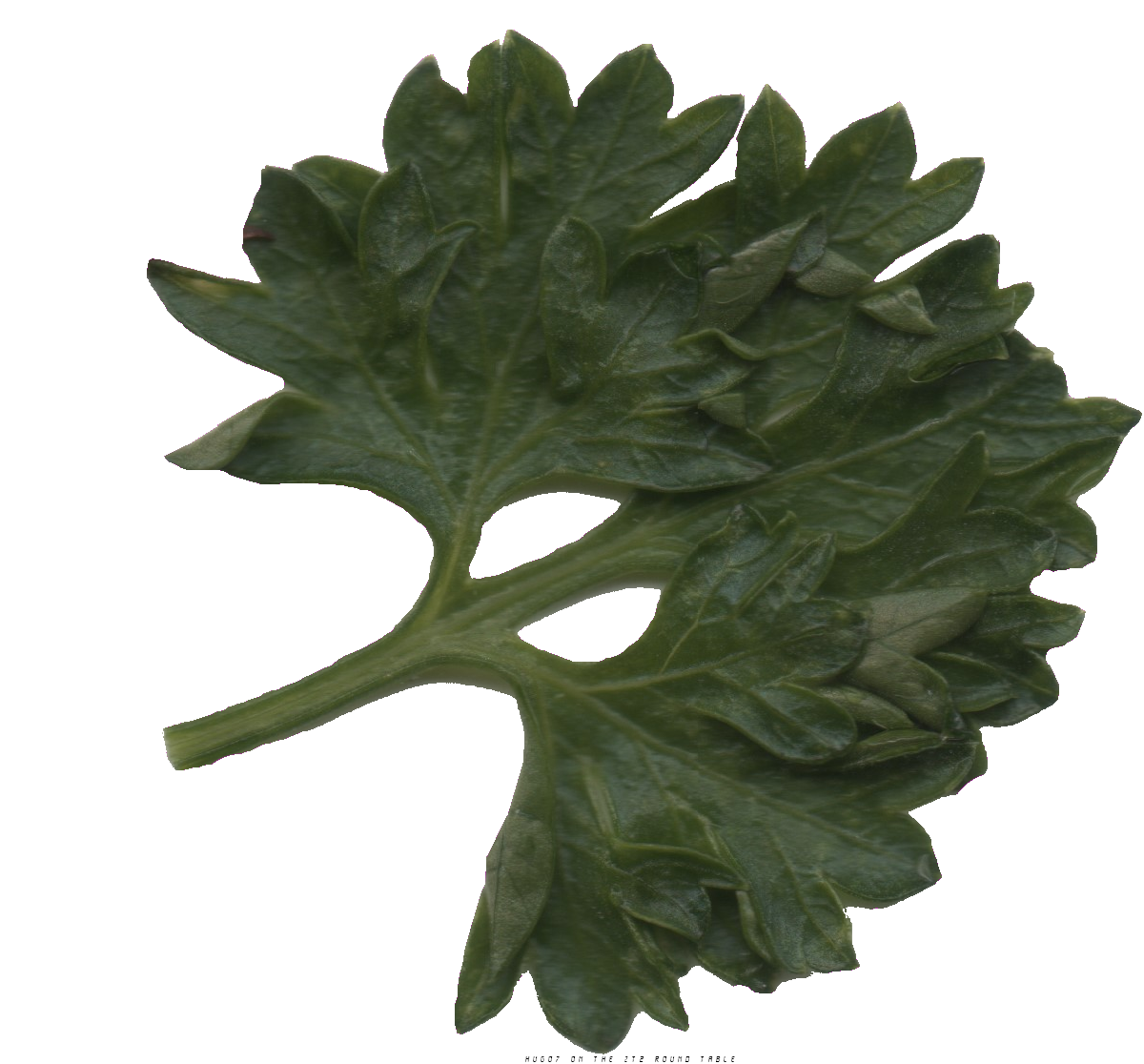
Petroselinum crispum passé au scanner.

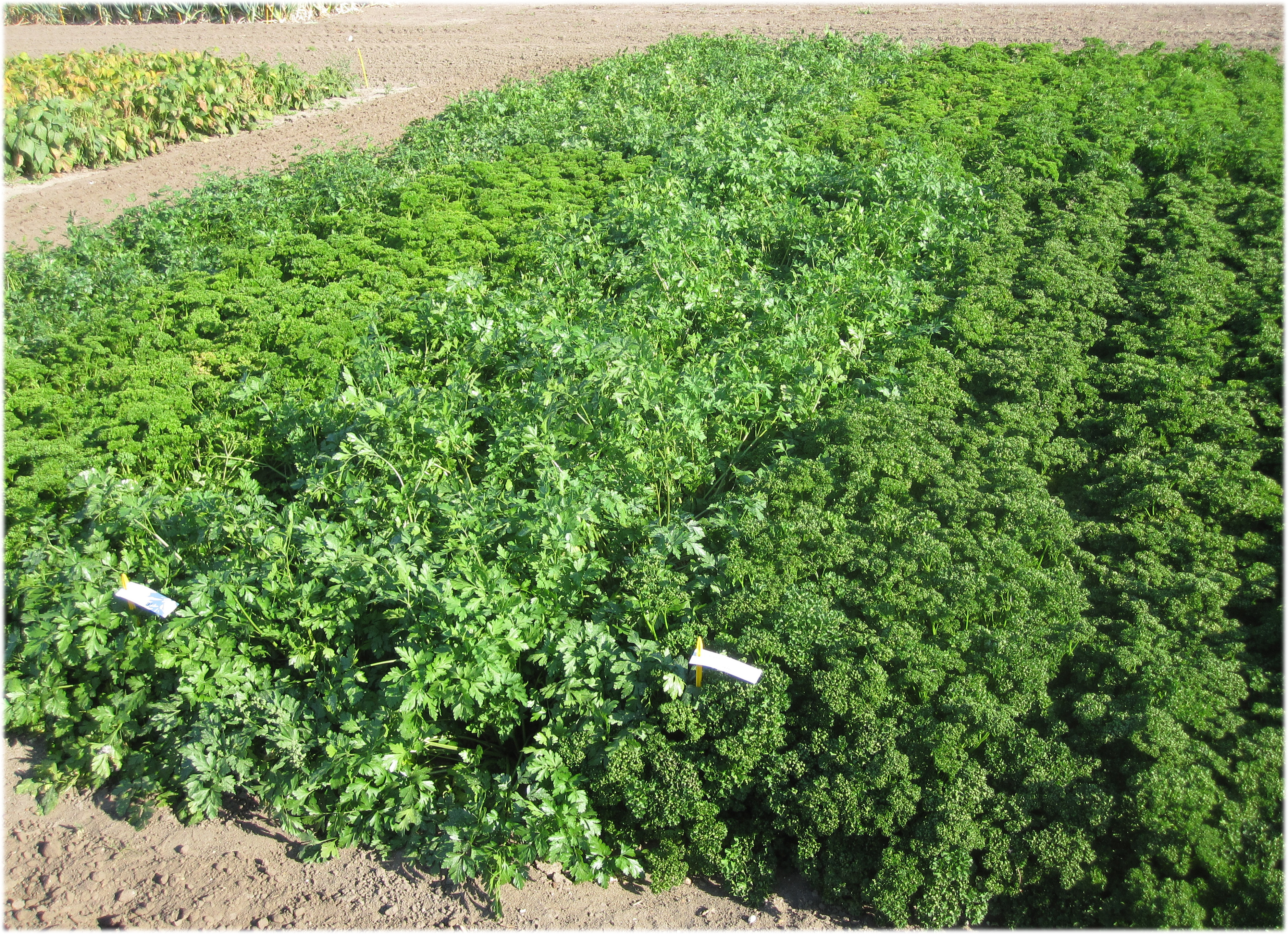
Différentes variétés de persil.

Le persil est une plante bisannuelle de 15 à 20 cm de haut, très aromatique au froissement, à odeur caractéristique.
Les tiges sont striées et les feuilles sont glabres. Les feuilles d'un vert luisant sont doublement divisées, surtout celles de la base, les feuilles supérieures ayant souvent seulement trois lobes étroits et allongés. Les fleurs, d'une couleur jaune verdâtre tirant sur le blanc en pleine floraison, sont groupées en ombelles composées comprenant huit à vingt rayons. Les ombellules sont munies d'un involucelle à nombreuses bractées. La racine allongée de type pivotant est assez développée. Elle est jaunâtre, d'odeur forte et aromatique.

### Variétés cultivées
Près de 80 variétés sont inscrites au catalogue européen des espèces et variétés.

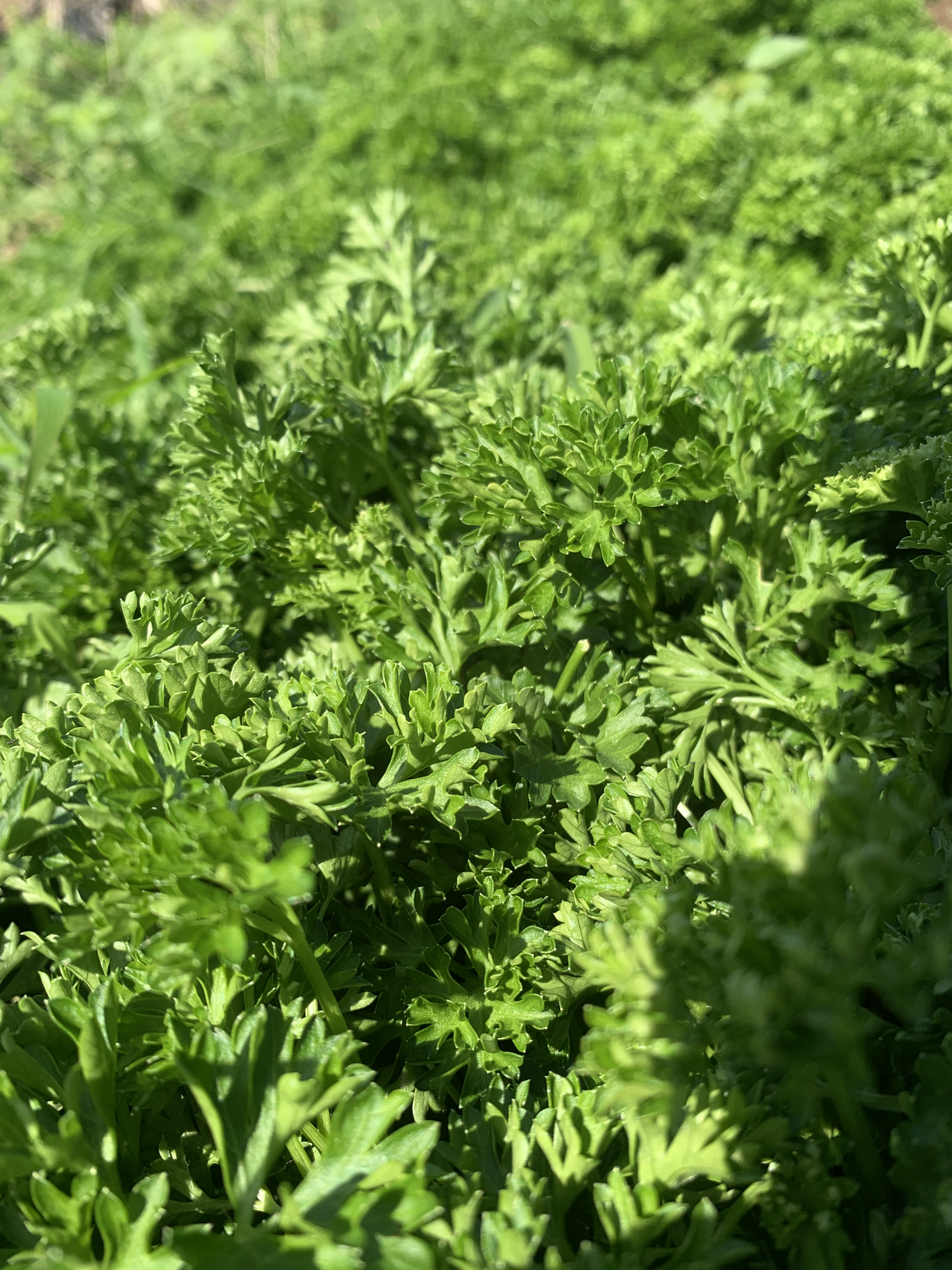

Cinq variétés figurent au catalogue français qui se répartissent en trois types :
- Petroselinum crispum var. crispum, le persil frisé ;
  - Alto
  - Frisé vert foncé
  - Nain frisé mousse
- Petroselinum crispum var. neapolitanum, le persil plat ou persil de Naples ;
  - Commun 2
  - Géant d'Italie
- Petroselinum crispum var. tuberosum, le persil tubéreux ou persil de Hambourg.
  - À grosse racine gros hâtif

### Autre espèce du genrePetroselinum
- Petroselinum segetum : persil des moissons

### Distribution
C'est une plante spontanée dans l'Asie du sud-ouest, l'Afrique du Nord et en Macaronésie, et largement cultivée dans toutes les parties du monde. On peut la trouver à l'état subspontané ou naturalisé çà et là dans les cinq continents.

### Composition
C'est une plante riche en huile essentielle dont le constituant majoritaire est l'apiol (également appelé camphre de persil, présent dans les fruits), accompagné de myristicine. Elle contient un glucoside flavonique, l'apiine ou apioside, dont l'aglycone est l'apigénine. Les feuilles sont riches en vitamines A et C.

## Utilisation
Il fait partie des plantes dont la culture est recommandée dans les domaines royaux par Charlemagne dans le capitulaire De Villis (fin du VIIIe ou début du IXe siècle).
Voici ce qu'en dit un Dictionnaire botanique et pharmaceutique du début du XVIIIe siècle :

« PERSIL : est une plante potagère et médicinale. […] Le Persil est chaud & dessiccatif, atténuant, apéritif, détersif, diurétique et hépatique. Son principal usage est dans l'obstruction du poumon, du foie, de la rate, des reins, de la vessie, la jaunisse, la cachexie, le calcul, la gravelle, la suppression d'urine & des mois. […] Les feuilles de Persil sont résolutives & vulnéraires : c'est pourquoi on les applique avec grand succès sur les coupures si profondes qu'elles soient ; & sur les contusions après les avoir froissées entre les doigts, comme aussi sur les mamelles pour faire perdre le lait aux femmes nouvellement accouchées ; elles font résoudre les tumeurs chaudes ; & spécialement les contusions des yeux. Ces feuilles récentes répandues sur l'eau des étangs ou des fontaines, recréent & réjouissent les poissons malades. »

— Dom Nicolas Alexandre, Dictionnaire botanique et pharmaceutique, Paris, 1716
L'avis de la médecine moderne est évidemment plus modéré.

### Risques
Le persil à feuille plate peut être confondu avec la petite ciguë (Aethusa cynapium), plante toxique de la même famille. La petite ciguë ressemble beaucoup au persil par ses feuilles, mais s'en distingue par des traces rougeâtres à la base des tiges et par son odeur peu agréable.
Le persil tubéreux peut être confondu avec l’œnanthe safranée (Oenantha crocata), plante très toxique spécialement pour la racine, létale dès une vingtaine de grammes. Un homme est décédé à Nantes en 2019 à la suite de cette confusion.

### Plante condimentaire
| - Feuilles de persil plat. - Feuilles de persil frisé. |

Le persil frais est à la fois un assaisonnement et une garniture. Comme condiment, il s'emploie entier (pour une marinade) ou le plus souvent haché. Il est utilisé pour orner les plats de poissons bouillis, ou même de viandes bouillies. Une garniture de persil frit (laisser frire deux minutes) accompagne les plats de poissons frits, ou d'autres fritures. On peut également le préparer en gelée, tant bonne au goût que pour ses bienfaits.
Les feuilles, riches en vitamines A et C (à noter : 170 mg/100 g de vitamine C, soit deux fois plus que le kiwi et trois fois plus que le citron) sont très employées, finement ciselées comme condiment, tant dans les cuisines orientale, européenne, qu'américaine moyenne. Deux formes de persil sont utilisées : persil à feuille frisée ou crépue, et persil à feuille plate ou italienne. Beaucoup de gens estiment que le persil à feuille plate a une saveur plus forte. Le persil à feuilles frisées, souvent utilisé pour la décoration des plats, présente l'avantage d'éviter toute confusion avec la petite ciguë. Le persil aromatise aussi bien les crudités et les salades que les potages, les sauces, et les plats de légumes et de viande. Le persil est l'un des composants du bouquet garni et des fines herbes.

### Légume

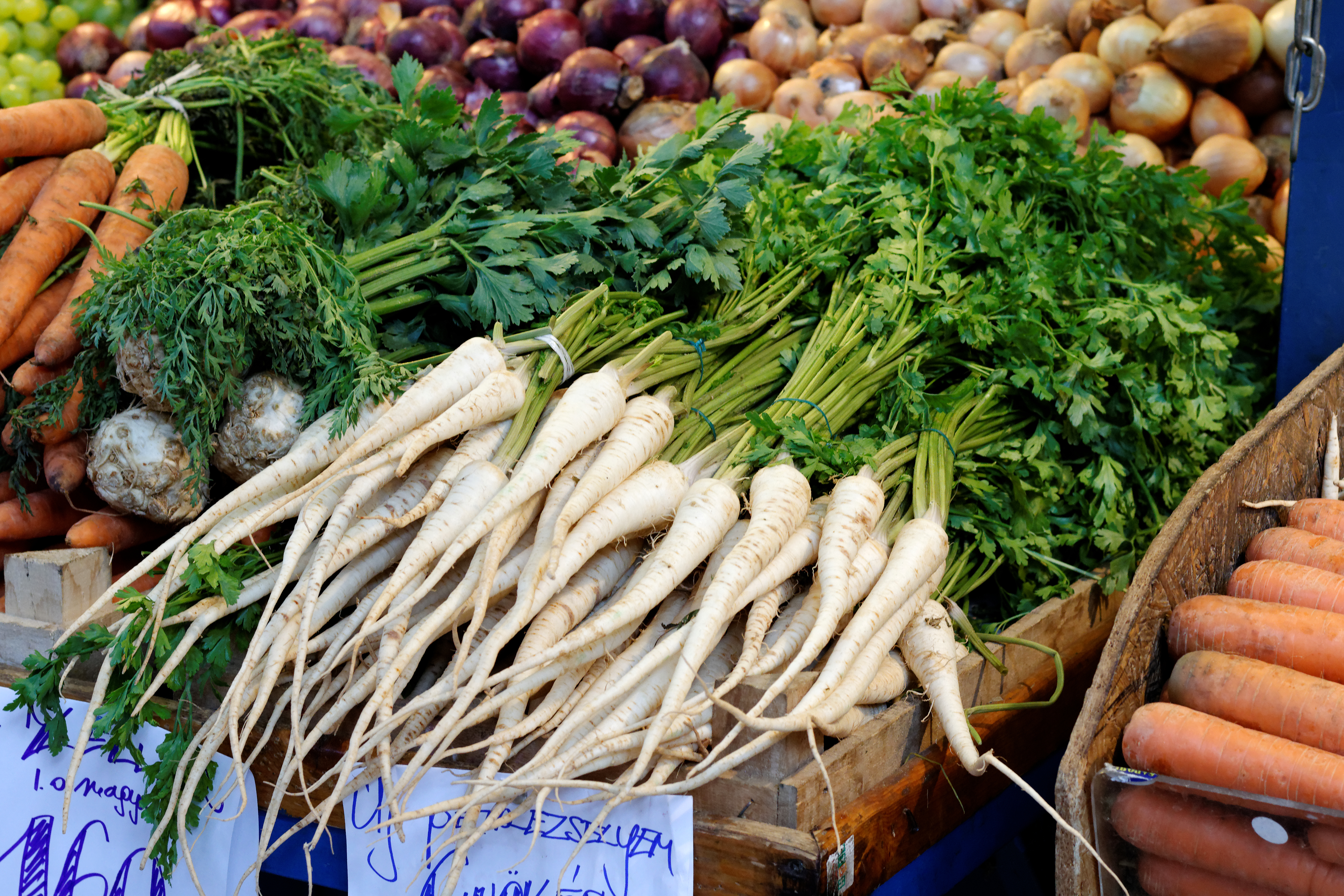
Petroselinum crispum var. tuberosum, le persil tubéreux aux Halles centrales de Budapest.

Les feuilles de persil jouent un rôle majeur dans la cuisine levantine qui les utilise comme légume et pas seulement en condiment, en particulier pour la confection du taboulé libanais.
Certaines variétés de persil ont été sélectionnées, notamment en Allemagne, pour leur racine comestible : le persil à grosse racine, persil tubéreux ou persil-rave,. Sa racine charnue, à chair blanche, de la taille de celle de la carotte ou du panais, environ 15 cm, se consomme comme le salsifis ; elle peut servir dans le pot-au-feu ou en légume d'accompagnement. Des confusions entre le persil tubéreux et l'œnanthe safranée (Oenantha crocata) dont les racines sont très toxiques sont fréquemment rapportées, pouvant causer le décès dans certains cas.
D'autres variétés sont cultivées pour leurs côtes (pétiole des feuilles) : persil à grosses côtes ou persil à feuilles de céleri.

### Plante médicinale
C'est une plante inscrite à la pharmacopée française. On emploie la racine comme diurétique, sous forme d'infusion (de 50 à 100 g/L). Les feuilles et la semence sont utilisées comme stimulant et emménagogue, en poudre à la dose de 2 g, ou en sirop fait avec ces feuilles (deux à trois cuillerées). Il entre dans la composition du sirop des cinq racines. On extrait l'apiol de l'essence de persil. Les feuilles sont employées en médecine populaire comme résolutives en application externe (cataplasme contre les engorgements laiteux).
À Madagascar, sur les Hauts plateaux, parmi les nombreux jus naturels, le jus de persil (vert) est communément trouvé, aussi parce que sur ces Hauts plateaux granitiques et donc très pauvres en calcium, les carences en cet élément sont courantes.
Les graines de persil de Macédoine pouvaient être l'un des multiples constituants de la thériaque de la pharmacopée maritime occidentale au XVIIIe siècle.

## Culture du persil
C'est une plante de climat tempéré, qui préfère les sols bien ameublis et riches en humus.
Le persil commun (plat) et le persil frisé se sèment de mars à août, en bordure, ou sur une petite surface qui lui est réservée. Il est recommandé de faire tremper les graines au préalable afin de hâter la germination ; une autre astuce signalée pour faciliter sa pousse est de passer les graines entre du papier de verre à petits grains, pour user légèrement la paroi de la graine. Les graines doivent être enfouies de 1 à 2 cm, avec une densité de 1,25 à 1,50 g/m2 pour un massif, et 0,20 g/m2 en bordure. La levée des graines de persil est très longue et assez capricieuse, normalement de l'ordre d'un mois. La réussite de la culture d'été est conditionnée par des arrosages. Recouvrir le semis d'un voile de forçage maintenu humide augmente les chances de levée.
Il faut compter trois mois entre le semis et la première récolte. La cueillette des feuilles se fait au fur et à mesure de la pousse.
C'est une plante sensible aux gelées prolongées (inférieures à −6 °C). Il reste possible d'avoir du persil pendant l'hiver en recouvrant les pieds par un châssis, un voile d'hivernage, ou par un semis tardif (juillet-août) en serre, ou en transférant une plante en pot dans un lieu abrité. Le persil peut être cultivé dans une persillère. On peut le semer pratiquement toute l'année. La deuxième année, les tiges montent rapidement à graines et les feuilles deviennent plus dures. On peut retarder ce phénomène en pinçant les axes floraux.
Les principaux ennemis sont les limaces et les escargots. La mouche de la carotte peut également attaquer les cultures de persil ainsi que plusieurs pucerons qui transmettent des maladies à virus.
Comme les autres aromatiques, il est conseillé de le semer à proximité de l'habitation afin d'en faciliter la cueillette. Une conception courante qui facilite la récolte des herbes est la spirale d'herbes, elle-même un élément de la permaculture.
Sa zone de rusticité se situe entre 2 et 11.

### Conservation
À la fin de l'été, les feuilles peuvent être cueillies et laissées à dessécher dans l'ombre, dans un endroit chaud. Elles sont ensuite conservées dans un sac en papier.
Pour utiliser du persil ainsi desséché, le laisser tremper une demi-heure dans de l'eau tiède.
Il est également possible de congeler du persil haché.
Une recette de grand-mère suggère également de le conserver ciselé et recouvert d'huile d'olive dans un bocal au réfrigérateur. On peut y ajouter de l'ail haché (persillade). Cette astuce donne aussi de très bons résultats avec le basilic.

## Persil dans la culture

### Antiquité
Le persil apparaît pour la première fois en littérature dans l'Odyssée d'Homère : il pousse dans les riches prairies de l'île d'Ogygie, domaine à la végétation luxuriante de la nymphe Calypso (Odyssée, V, 73). Le persil est utilisé, parmi d'autres plantes, pour couronner les athlètes.

### Révolution française
Dans le calendrier républicain français, le 22e jour du mois de ventôse, est officiellement dénommé jour du persil.
Persil est donc aussi un prénom révolutionnaire. Dans sa version masculine, il disparaît après 1794. Dans sa version féminine, Persile, il est utilisé rarement au XIXe siècle. Il se fête le 12 mars (22 ventôse).